# HD 110458
HD 110458 (w Centauri) é uma estrela na constelação de Centaurus. Tem uma magnitude aparente visual de 4,66, sendo visível a olho nu em locais com pouca poluição luminosa. Com base em medições de paralaxe, está localizada a uma distância de 1910 anos-luz (58,4 parsecs) da Terra. É uma das estrelas observadas pela sonda Hipparcos com a menor variação de magnitude, com amplitude não maior que 0,01; mesmo assim, os dados fotométricos obtidos são consistentes com uma estrela variável com período de 0,4619 dias e amplitude de 0,0032.
Esta estrela é uma gigante de classe K do com um tipo espectral de K0III, na fase do red clump, indicando que é uma estrela evoluída que produz energia pela queima de hélio no seu núcleo. Tem uma massa de 1,71 vezes a massa solar e uma idade de aproximadamente 2,6 bilhões de anos, determinadas a partir de modelos evolucionários distintos. Está irradiando 56 vezes a luminosidade solar de sua fotosfera a uma temperatura efetiva de 4 682 K, conferindo à estrela a coloração alaranjada típica de estrelas de classe K. Seu raio, calculado com base em um diâmetro angular de 1,823 ± 0,049 milissegundos de arco, é equivalente a 11,5 vezes o raio solar. Não possui estrelas companheiras conhecidas.